# Sebestyén Tinódi Lantos
Sebestyén "Lantos" Tinódi (1510 în Tinód - 30 ianuarie 1556 în Sárvár) a fost un maestru maghiar din secolul al XVI-lea, poet epic, istoric politic și menestrel. 

## Biografie

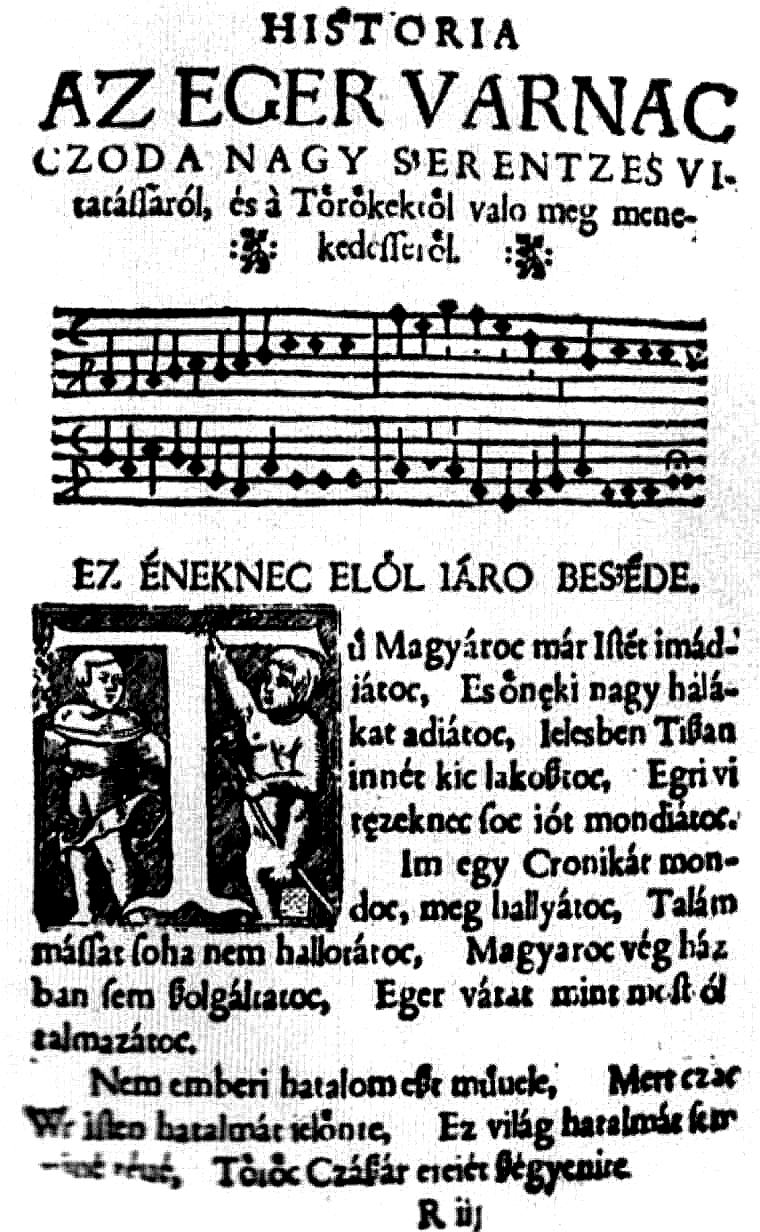
Cronicile lui Tinódi despre asediul din Eger (1552)

Se știe puțin despre copilăria lui Tinódi. A urmat diferite școli și a studiat limba latină și a excelat în muzică. A intrat în serviciul militar în 1535 și în 1539 a fost rănit într-o bătălie, ceea ce l-a făcut neeligibil pentru serviciul militar suplimentar.  În 1541, invazia turcilor l-a impresionat profund. A devenit din acel moment poet politic, lucrările sale exprimând necesitatea de a se împotrivi turcilor. 
Tinódi a început o familie și a vizitat parlamentul și scene de bătălii și a scris poezii despre acestea. Apoi a început să-și pună poeziile pe muzică și le-a interpretat acompaniate la lăută, ceea ce a dat naștere poreclei sale "Lantos" - cântărețul la lăută.  Cântecele sale au devenit recunoscute ca o importantă cronică a evenimentelor vremii de către Tamás Nádasdy în 1545, care a recomandat Parlamentului ca acesta să îi ofere un post public lui Tinódi. Din 1546 până în 1551 a existat o perioadă generală de pace, dar în 1552 a început o nouă campanie militară otomană, acest fapt fiind, de asemenea, povestit de Tinódi într-o cronică.
În 1553 a fost recunoscut oficial de către rege ca fiind un cronicar care prelucra evenimentele istorice ale epocii sale într-o formă de poezie, oferindu-i-se un brevet de nobilime.  Ediția colecționată a operelor sale a fost publicată în 1554. A călătorit în Transilvania pentru o vreme și s-a întors în 1555, dar a murit la scurt timp după aceea. 

## Lucrări
- Chronica, Kolozsvar (azi Cluj-Napoca), 1554

## Legături externe
- Vass József: Tinódi Sebestyén (Vass József: Tinódi Sebestyén (Vasárnapi Újság, 1859.  2 ianuarie.  )
- articol scurt articol Fidelio pe un portal Arhivat în 30 ianuarie 2008, la Wayback Machine.
- Toate poezile lui în Magyar Elektronikus Könyvtár
- Szentmárton Szabó Géza: cronologia Tinódi Arhivat în 29 septembrie 2007, la Archive.is
- Statuia sa din orașul Dombóvár Arhivat în 9 aprilie 2008, la Wayback Machine.
- Sebestyén Tinódi Lantos în Treccani.it - Encyclopedias online, Institute of the Italian Encyclopaedia, 15 martie 2011.